# Tomáš I. Kozlowaroga
Tomáš I. zvaný Kozlowaroga († 30. května 1268) byl patnáctý vratislavský biskup (1232–1268).

## Život
Biskup Tomáš pocházel z původně mazovského rodu Ravičů (Rawicz), kteří odvozovali svůj původ od českých Vršovců. Přídomek „Kozlowaroga“ mu byl přisouzen až zpětně. Jeho otec Přibyslav (Przybysław) byl kastelánem v Sądoweli a pánem na Powidzku a jeho strýc z matčiny strany, Petr († roku 1240) byl proboštem vratislavské katedrální kapituly.
Tomáš používal titul „doctor decretorum“ (doktor práv), z čehož se usuzuje, že studoval v Itálii. Zřejmě se strýcovou podporou se stal roku 1220 kanovníkem vratislavské kapituly. Současně však působil jako kancléř knížete Jindřicha I. Bradatého. Za podpory knížete jej kapitula 31. října 1232, po smrti biskupa Vavřince, zvolila novým vratislavským biskupem.
Tomáš I. se brzy po svém vysvěcení, již roku 1234, dostal do sporu se svým bývalým zaměstnavatelem knížetem Jindřichem I. Bradatým o imunitu církevních majetků a způsob a rozsah vybírání desátků. Tento konflikt pokračoval i za Jindřichova syna a nástupce Jindřicha II. Pobožného.
Mezitím roku 1241 padl kníže Jindřich II. při nájezdu Tatarů v bitvě u Lehnice a město Vratislav bylo zničeno, včetně všech církevních staveb. Biskup Tomáš proto zahájil roku 1244 stavbu nové katedrály, již v gotickém stylu, a získal pro ni relikvii ramene svatého Jana Křtitele, jemuž byla katedrála zasvěcena.
Soustředil se na stabilizaci slezské a polské církve: udržoval intenzivní kontakt s kurií a pro své biskupství vymohl od papeže Inocence IV. roku 1245 ochrannou bulu, pořádal diecézní synody (1248, 1267) a ve Vratislavi hostil synody celé polské církve (1248, 1253, 1264, 1267), které měly význam pro jednotu Polska v době rozpadu centrální knížecí vlády v 2. polovině 13. století, ale i pro využití této situace k posílení práv církve proti knížatům. Výrazem této společné politiky, ale i osobního zaujetí pro rozšiřování kultu svatých, byla účast biskupa Tomáše na kanonizaci krakovského biskupa Stanislava ze Szczepanowa roku 1254. Ten se stal národním patronem Polska, ale též s ohledem na okolnosti svého mučednictví (byl zabit králem Boleslavem II.) symbolem odporu církve proti světské moci. Za účast v komisi pro svatořečení získal Tomáš I. pro svou katedrálu rámě zavražděného biskupa.
První z uvedených celopolských synod roku 1248, za přítomnosti papežského legáta Jakuba Pantaleona z Lutychu, řešila řadu sporných otázek, které se výrazně dotýkaly vratislavské diecéze. Mezi ně patřil konflikt s německými kolonisty, kteří chtěli držet velikonoční půst od Popeleční středy (40. den před Vzkříšením Páně) – jak bylo zvykem v Polsku – a nikoli od neděle Septuagesimy (70. den před Vzkříšením Páně) podle v Německu platných pravidel. Tento komplikovaný a vášně vzbuzující liturgický spor byl vyřešen až na synodě 1248, která ponechala volbu postní doby na jednotlivých věřících. Současně ale potvrdila pro celé Polsko vybírání naturálních desátků ihned po sklizni (zatímco němečtí kolonisté vyžadovali peněžní desátek, a to až po zpeněžení sklizně), jakož i všeobecné vybírání takzvaného Svatopetrského haléře, zvláštní daně ve přímý prospěch papeže, od které se němečtí osadníci cítili osvobozeni na základě výsady používat německé právo.
Pro prosazování těchto zásad, které narazily u nových osadníků na značný odpor, se biskup Tomáš roku 1256 dostal do prudkého sporu se synem Jindřicha II., knížetem Boleslavem II. Lysým. Byl nucen uprchnout z Vratislavi, avšak kníže jej nechal 2. října 1256 v Grodkově zajmout a šest měsíců jej věznil na svých hradech, přestože nad ním byla vyslovena klatba. Biskup byl propuštěn až poté, co zaplatil výkupné a uznal pro svou diecézi právo na vykoupení naturálního desátku a jeho nahrazení fixní peněžní dávkou (což synoda z roku 1248 zakazovala). Podrobnosti smíru byly dohodnuty v roce 1261 za zprostředkování ostatních slezských knížat a Boleslav II. uznal určitou fiskální i soudní imunitu církevního majetku, za což byl následujícího roku zbaven klatby. Výkup naturálního desátku se ve Slezsku rychle rozšířil a vedl tak k významnému právnímu rozdílu oproti zbytku Polska.
K obnově Slezska po tatarském vpádu patřila obnova stávajících a zakládání nových církevních institucí, zejména klášterů. V roce 1247 byl v Nowogrodzci (německy Naumburg am Queiss) založen první slezský klášter magdalenitek, jehož úkolem byla podpora kolonizace venkova; totéž platí pro nový cisterciácký klášter v Rudách u Ratiboře (německy Groß Rauden) založený roku 1252 z Jędrzejówa u Krakova. Se stejným účelem byl neuspokojivě fungující klášter augustiniánů-kanovníků v Kamenci (polsky Kamieniec Ząbkowicki, německy Kamenz) předán někdy v letech 1244/46 cisterciákům z Lubuše. Hlavní rozvoj však zaznamenaly žebravé řády: dominikáni založili nové kláštery v Ratiboři (kolem 1240), Frankenštejnu (polsky Ząbkowice Śląskie, kolem 1255), Hlohově (kolem 1255) a Boleslavci (polsky Boleslawiec, německy Bunzlau, kolem 1260), největšího rozvoje však doznali minorité: za biskupa Tomáše zřídili v diecézi svůj první klášter ve Vratislavi u svatého Jakuba (1234) a dále v Opolí, Zlatoryji (polsky Złotoryja), Svidnici, Lwówku, Hlohově, Nise, Vladislavi, Bytomi a Hlohůvku. Vedle toho se ve Vratislavi u svaté Kláry roku 1257 usadila i ženská větev řádu, klarisky.
Kromě toho založil Tomáš I. roku 1232 kolegiátní kapitulu v Opolí a v roce 1262 přidal ke stávajícím arcijáhenstvím ve Vratislavi, Hlohově a Opolí čtvrté arcijáhenství v Lehnici; toto rozdělení vytrvalo až do novověku.
Biskup Tomáš I. rovněž pokračoval v osidlování biskupských statků, zejména nissko-otmuchovského majetkového komplexu. Prestižním vrcholem jeho působení byla celopolská synoda v roce 1267, jíž se vedle papežského legáta kardinála Quidona účastnila vedle řady polských knížat a duchovních též řada kněží z ciziny (francouzských a italských). Jedním z Tomášových posledních aktů bylo téhož roku prosazení kanonizace Hedviky Slezské († 1243), manželky Jindřicha I. Bradatého, s níž se osobně dobře znal.
Biskup Tomáš I. zemřel ve vysokém věku 30. května 1268 a byl pochován v kryptě nově dokončeného presbyteria vratislavské katedrály. V závěti odkázal peníze na zřízení oltáře svatého Stanislava ve vratislavské katedrále.
V roce 1588 usiloval biskup Ondřej Jerin o shromáždění materiálů pro kanonizaci biskupa Tomáše. V té době se však biskupství nalézalo v krizi vyvolené převahou protestantství ve Slezsku a tento pokus nebyl nikdy doveden do konce.